# Wormser Straße 15 (Mainz-Weisenau)

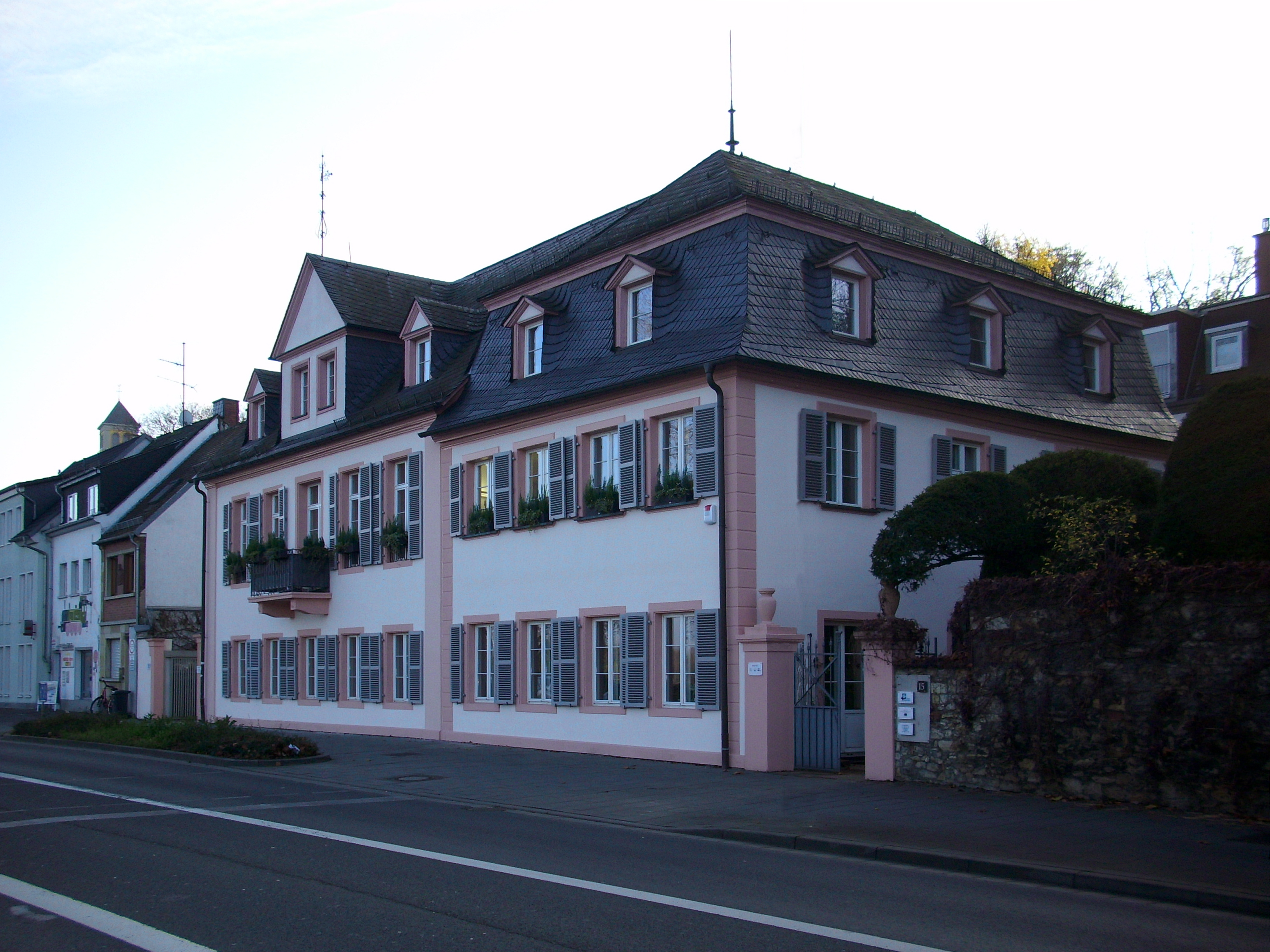
Wormser Straße 15 mit ortsbildprägender Lage, Blickrichtung Süd.

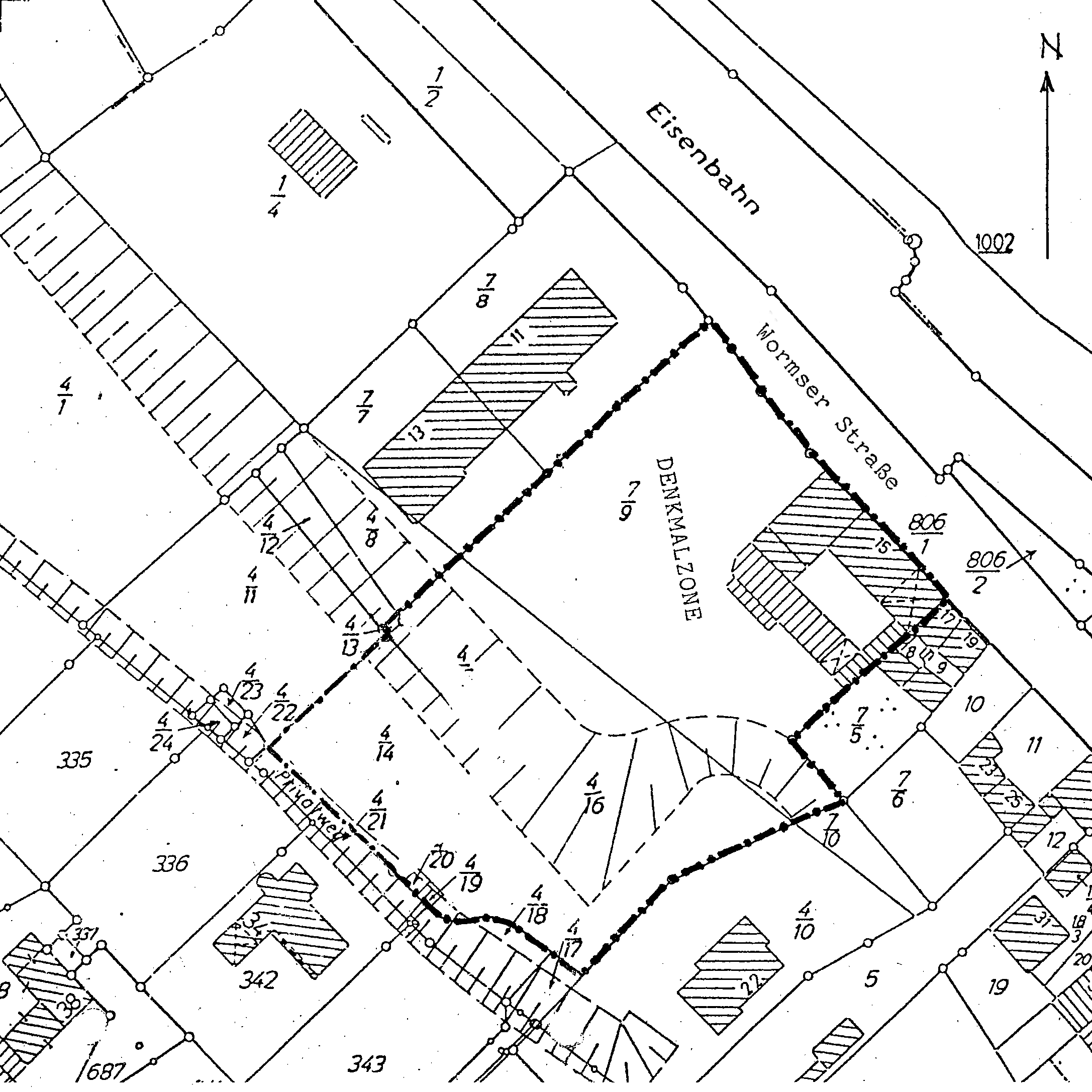
Lageplan Wormser Straße 15, unterschutzgestelltes Grundstück umrandet. Situation bis 1989.

Das Haus Wormser Straße 15 (auch: sogenannter Äbtissinnenbau) ist ein zweigeschossiger barock-klassizistischer Wohnkomplex am Nordrand von Mainz-Weisenau mit ortsbildprägender Bedeutung. Es besteht  aus zwei rechtwinklig aneinander gebauten Wohnhäusern, dem um 1759/60 erbauten Vollbau mit Fachwerk-Obergeschoss mit Mansardenwalmdach und dem zwei Generationen später südlich angebauten traufständigen klassizistischen Putzbau. Es wurde von der Stadt Mainz im März 1990 unter Denkmalschutz gestellt.

## Geschichte
Das Anwesen steht möglicherweise im Zusammenhang mit dem Allerheiligenkloster in Weisenau, in dem sich gegen Ende des 15. Jahrhunderts im Bereich der heutigen Wormser Straße 3 Büßerinnen (Reuerinnen) angesiedelt hatte. Der unter den Klosterprivilegien stehende Orden wurde nach den Augustinerregeln geführt. Der umfangreiche Grundbesitz in diesem Bereich sicherte bis zu 30 Schwestern den Lebensunterhalt. Ab der Mitte des 16. Jahrhunderts bis 1800 wurde das Kloster dann von Franziskanerinnen genutzt.
Der Überlieferung nach soll das Haus Wormser Straße 15 etwa 400 Meter südlich des Klosters der Äbtissin als Wohnsitz gedient haben. Zum Besitz gehörten auch umfangreiche Weinberge, die von einem „Wingertsmann“ gepflegt wurden. Andere Quellen sprechen davon, dass das Haus 1751 Wormser Straße 15 für seinen  Wohn- und Arbeitssitz errichtet wurde. Es kostete 278 fl., während der Klosterflügel wenige Jahre später gut 3000 fl. Baukosten verursachte.
1802 ging das Gebäude im Zuge der Säkularisation in privaten Besitz über. 1832 wurde der quer zum alten Gebäude, parallel zur Wormser Straße stehende Anbau errichtet, bei dem sich die Trauf- und Firsthöhe am ersten Bau orientiert. Das Satteldach des Neubaus stößt mit seinen Dachpfetten an das Walmdach des Altbaus. Von Anfang an war das Anwesen sowohl für Wohn- als auch für gewerbliche Nutzung vorgesehen. Mit dem Anbau wurde 1836 vom gleichen Besitzer, Haack, in der Nordostecke eine Dampfwalzmühle errichtet, auf der heute eine Tankstelle steht. In den 1860er Jahren veräußerte er das gesamte Grundstück an den Kaufmann Balthasar Schröder (1815–1891), der den steilen Hang hinter dem Haus teilweise abtragen und dort einen parkähnlichen Englischen Garten anlegen ließ. Der Abraum wurde für den vor dem Haus laufenden Bahndamm der Bahnstrecke Mainz–Ludwigshafen benötigt.
1919 wurde die Malzfabrik in eine Korkfabrik umgewandelt, hinter dem Haus wurde 1969 ein weiterer Anbau errichtet, der zu den beiden alten Gebäuden eine Art Hof bildete. Ferner gab es am Hang einen terrassierten Obst- und Gemüsegarten. Quer zur Straße zwischen der Fabrik und dem Gebäudeensemble wurde in den 1970er Jahren ein zeittypisches, viergeschossiges Mehrfamilienhaus (Wormser Straße 11 und 13) errichtet, das heute noch Bestand hat.
Bis 1989 wurde das Grundstück mit dem Haus von Generation zu Generation vererbt. Nach dem Tod Balthasars erhielt es Carl Anton Schröder (1848–1896), dann Margarethe Mathilde Metzke-Rovira, geborene Schröder-Sandtfort (1894–1975) und zuletzt Paul Metzke-Rovira (1891–1982). Das Hinterhaus von 1969 wurde mit Besitzerwechsel 1989 wieder abgerissen. An dieser Stelle steht seit 1992 ein 14-Parteien-Haus (Wormser Straße 15a und 15b). Das Hauptgebäude wurde bis zu seiner umfangreichen denkmalgerechten Renovierung im Jahre 2000 auch gewerblich genutzt und beherbergt heute eine Anwaltskanzlei.

## Baubeschreibung
Zwischen der Entstehung der beiden älteren Gebäude liegt ein Zeitraum von zwei Generationen. Das ältere, ursprünglich freistehende, nördlicher gelegene, nahezu quadratische Haus besitzt in der Haupt- und Nebenfassade je vier Fensterachsen. Es erinnert mit seinem Schiefer-gedeckten Mansardenwalmdach und den Giebelgauben an die sechs Pavillons des kurfürstlichen Lustschlosses Favorite aus der ersten Hälfte des 18. Jahrhunderts. Die stilistischen Merkmale, darunter insbesondere die Ohrenrahmung am versetzen Hofportal, deuteten auf ähnliche Arbeiten des Steinmetzes Dielmann („Thylmannus lapicida“), wie dieser beispielsweise 1744 das Haus Kapuzinerstraße 20 gestaltet hat.
Das angebaute langgestreckte Satteldachgebäude besitzt fünf Fensterachsen und wird durch einen mittigen Balkon sowie darüber eine Dachgaube mit Doppelfenster harmonisch gegliedert. Die Fassade des Massivbaues ist verputzt, besitzt Seitenlisenen, ein ausladendes profiliertes Holzhauptgesims und einen antikisierenden Tympanon im Zwerchhaus, auf dem die Original-Wetterfahne angebracht ist. Das ebenfalls originale Pfettensparrendach hat einen liegenden Stuhl und wird von einem Andreaskreuz verstärkt.
Trotz vieler Umnutzungen und Besitzerwechsel sind sowohl innen wie außen viele wertvolle Details erhalten geblieben. Dazu gehören ein Sandsteintrog, eine eiserne Wasserpumpe aus dem 19. Jahrhundert, die Torpfosten mit Dekorvasen (um 1870) und die reich verzierte Wetterfahne auf dem Zwerchhaus. Das südlich des klassizistischen Anbaus gelegene Torhaus (um 1840) wurde mitsamt dem barocken Hofportal und seinen Pilastern jedoch beim Bau des Hinterhauses 1992 durch Baufahrzeuge schwer beschädigt und in der Folge abgerissen. Innen existieren noch ein weißer Empire-Kachelofen sowie ein Neurenaissance-Kachelofen mit korinthischer Gusseisensäule, Pflasterfußboden in der großen Eingangshalle (1890) und Wand-Holzvertäfelungen, Türen mit Füllung sowie im Obergeschoss im zentralen Raum zum Rhein eine Stuckdecke mit Bandmotiv.
Auch der Außenbereich lässt trotz des Neubaus von Anfang der 1990er Jahre den Ensemblecharakter das Anwesen erahnen: Die Grünanlage hat einen reichen Altbaumbestand in amphitheatralisch gestaltetem Gelände. Eine Rotbuche von ca. 1690 und eine wenig jüngere Kastanie akzentuieren den heute mittleren Teil des Gartens, während zur Straße hin ein Laubengang aus gestutzten Taxus einen kleinen Freiraum mit dreischaligem, gusseisernem Springbrunnen begrenzt. Die ursprüngliche Gartenfläche von etwa 1 ha ist heute durch den 1970er-Jahre-Wohnblock auf die Hälfte reduziert.

## Unterschutzstellung
Mit Rechtsverordnung vom 7. März 1990 wurde das Anwesen Wormser Straße 15 von der Stadt Mainz als Denkmalzone unter Schutz gestellt. Die beiden Wohnhäuser und der Garten bildeten „ein einzigartiges Beispiel für die Konzeption eines freistehenden Gebäudes der Barockzeit im Vorfeld der Festung Mainz sowie für die Nutzungsänderungen zu Beginn des 19. Jahrhunderts“. Das Äbtissenhaus mit dem Garten sei von Bedeutung „für die architekturgeschichtliche und gartengeschichtliche Forschung unter besonderer Berücksichtigung des 18. Jahrhunderts“. Städtebaulich präge die Anlage die „Wormser Straße im Grenzbereich zwischen Mainz-Weisenau und der Innenstadt“.